# Louis II de Bavière (film)
Pour les articles homonymes, voir Louis II et Louis II de Bavière.
Pour plus de détails, voir Fiche technique et Distribution.
Louis II de Bavière (Ludwig II: Glanz und Ende eines Königs) est un film allemand réalisé par Helmut Käutner et sorti en 1955.

## Synopsis
Le jeune Louis II succède à son père sur le trône de Bavière. Sa vie sentimentale n'est pas heureuse, mais il s'intéresse aux arts, et se lie avec Wagner.

## Fiche technique
- Titre original : Ludwig II: Glanz und Ende eines Königs
- Réalisation : Helmut Käutner
- Scénario : George Hurdalek, Peter Berneis, Kadidja Wedekind
- Production : Aura, Bavaria Film
- Lieux de tournage : Bavaria Filmstudios, Bavière
- Image : Douglas Slocombe
- Montage : Anneliese Schönnenbeck
- Durée : 115 minutes
- Musique : Heinrich Sutermeister
- Date de sortie : 14 janvier 1955

## Distribution
- O.W. Fischer : Louis II
- Marianne Koch : la princesse Sophie
- Paul Bildt : Richard Wagner
- Friedrich Domin : Otto von Bismarck
- Rolf Kutschera : le comte von Holnstein
- Herbert Hübner : Von Pfistermeister
- Robert Meyn : Professeur Dr Gudden
- Rudolf Fernau : le prince Luitpold de Bavière
- Willy Rösner : le ministre von Lutz
- Klaus Kinski : Prinz Otto von Bayern
- Fritz Odemar : Général von der Tann
- Erik Frey : l'empereur François-Joseph Ier d'Autriche
- Ruth Leuwerik : l'impératrice Élisabeth d’Autriche (Sissi)

## Distinctions
Le film a été nommé au Festival de Cannes en 1955, et O.W. Fischer a remporté le German Film Awards en 1955.